# 櫻花女孩
「櫻花女孩」（さくらガール）是日本男性偶像組合NEWS第12張單曲，於2010年3月31日由傑尼斯娛樂發售。

## 概要
- 離前作《愛情血型ABO》相距約11個月以來的單曲。
- 原定於3月24日發行，後來改為於3月31日發行此單曲
- 有別於前幾作，此作的PV裏，山下智久再沒有用寫著「[山][P]」的紙杯。
- 此單曲有2個版本，分別有「初回生產限定盤」和「通常盤」。
- 「初回生產限定盤」收錄了B面曲「只要身邊有妳」、「Love Melodies」和「櫻花女孩（Acappella version）」；「通常盤」收錄了B面曲「只要身邊有妳」和「FREEDOM」。
- 在4月12日於Oricon公信榜單曲週榜取得第1名。

## 收錄曲

### 初回限定生産盤
1. 櫻花女孩
（作詞:ヒロイズム,Hacchin’Maya、作曲・編曲：ヒロイズム）
2. 只要身邊有妳（あなたがとなりにいるだけで）
（作詞：松尾潔、作曲･編曲：Shusui,Anders Dannvik）
3. Love Melodies
（作詞：Maboo 作曲：大智,川口 進 編曲：平田祥一郎）
4. 櫻花女孩（Acappella version）
（作詞：ヒロイズム,Hacchin’Maya 作曲：ヒロイズム 編曲：高橋哲也）

### 通常盤
1. 櫻花女孩
2. 只要身邊有妳
3. FREEDOM
（作詞:zopp 作曲:Samuel Waermo,Shusui 編曲:鈴木雅也）
4. 櫻花女孩（伴唱版本）